# Гавриловское (озеро, Ленинградская область)
Гавриловское (фин. Kämäränjärvi) — пресноводное озеро на территории Гончаровского сельского поселения Выборгского района Ленинградской области.

## Общие сведения
Площадь озера — 2,4 км², площадь водосборного бассейна — 19,1 км². Располагается на высоте 29,5 метров над уровнем моря.
Форма озера продолговатая: оно более чем на четыре километра вытянуто с северо-запада на юго-восток. Берега изрезанные, каменисто-песчаные, преимущественно возвышенные, местами заболоченные.
Из северо-восточной оконечности озера вытекает ручей Осиновской, впадающий с левого берега в реку Градуевку, впадающую, в свою очередь, в озеро Большое Градуевское. Из Большого Градуевского берёт начало река Талинйоки, впадающая в реку Перовку. Перовка впадает в озеро Краснохолмское, из которого берёт начало река Суоккаанвирта, впадающая в Новинский залив, являющийся частью системы Сайменского канала, выходящего в Финский залив.
Ближе к юго-восточной оконечности озера расположен один небольшой остров без названия.
К югу от озера проходит дорога местного значения 41К-181 («Огоньки — Стрельцово — Толоконниково»).
Населённые пункты вблизи водоёма отсутствуют.
Код объекта в государственном водном реестре — 01040300511102000009629.